# الجمعية الوطنية للتوحد
الجمعية الوطنية للتوحّد هي مؤسسة خيرية تُعنى بالأشخاص المصابين بالتوحّد وعائلاتهم في المملكة المتحدة. منذ عام 1962، كانت الجمعية الوطنية للتوحّد توفّر الدعم والإرشاد والنصائح، كما نظّمت حملات للمطالبة بتحسين الحقوق والخدمات والفرص، بهدف خلق مجتمع يلائم الأشخاص المصابين بالتوحّد.
تُموّل الجمعية الوطنية للتوحّد من خلال المنح الحكومية البريطانية والمساهمات التطوعية. وتشغل كارولاين ستيفنز منصب الرئيسة التنفيذية اعتبارًا من عام 2025، وقد خلفت مارك ليفر في هذا المنصب عام 2019، بعد أن كانت تشغل منصب الرئيسة التنفيذية لمنظمة "كيدز" لمدة ست سنوات.

## تاريخ
تأسست الجمعية في 23 كانون الثاني 1962 تحت اسم "جمعية الأطفال الذهانيين"، وذلك من قِبل آباء لأطفال مصابين بالتوحّد يقيمون في المنطقة، وبمساعدة عضو من "جمعية المصابين بالشلل الدماغي" (والتي أصبحت لاحقًا "سكوب"). وكانت بداياتها كمجموعة دعم ذاتي تضم الآباء والمهنيين معًا. في وقت لاحق من نفس العام، غُيّر اسمها إلى "جمعية الأطفال المصابين بالتوحّد"، ثم إلى "الجمعية الوطنية للأطفال المصابين بالتوحّد" في عام 1966، وأخيرًا إلى "الجمعية الوطنية للتوحّد" عام 1975. 
في عام 1963، صمّم جيرالد غاسون، وهو أحد أولياء الأمور وعضو في اللجنة التنفيذية، الرمز الأساسي للتوحّد: قطعة أحجية بداخلها صورة لطفل يبكي. وقد استُخدم هذا الرمز لأول مرة كشعار من قبل الجمعية الوطنية للتوحّد نفسها.
في عام 1965، أُسست "مدرسة الجمعية للأطفال المصابين بالتوحّد"، والتي تغيّر اسمها لاحقًا إلى "مدرسة سيبيل إلغار" تيمنًا بمديرتها الأولى. وُصفت هذه المدرسة بأنها "الأولى من نوعها في المملكة المتحدة، ويُعتقد أنها الأولى في العالم"، وسرعان ما أصبحت نموذجًا يُحتذى به في كيفية تعليم الأشخاص المصابين بالتوحّد، وقد أثّرت على منهجية "تيتش" في الولايات المتحدة.

## أنشطة
الجمعية الوطنية للتوحد هي عضو في المجموعة البرلمانية المشتركة لجميع الأحزاب حول التوحد. كما أنها عضو مؤسس في منظمة التوحد أوروبا.

## منظمة
يعمل أكثر من 3000 شخص في الجمعية الوطنية للتوحد في المدارس والخدمات بالإضافة إلى فرق التدريب وجمع التبرعات والسياسات والحملات. رئيسة الجمعية هي جين آشر والراعية هي دوقة إدنبرة.

## قائمة مدارس ومرافق الجمعية الوطنية للتوحد

### المدارس والمرافق الحالية
تدير الجمعية الوطنية للتوحد عددًا من المدارس في المملكة المتحدة:
| اسم مدرسة ناس      | الموقع(المواقع)                                                                                                | مقاطعة             | سنة الافتتاح الأولى | ملحوظات |
| ------------------ | --- | ------------------ | ------------------- | --- |
| مدرسة هيلين أليسون | جريفزند (في الأصل) تليها بالقرب من ميوفام                                                                      | كينت               | 1968                | مدرسة داخلية ونهارية أسبوعية وفصلية للتلاميذ/الطلاب الذين تتراوح أعمارهم بين 4 و22 عامًا، والتي افتتحت بعد 3 سنوات من افتتاح مدرسة سيبيل إيلجار.                                                                               |
| مدرسة رادليت لودج  | هاتفيلد (في مناسبات مؤقتة) وفي (بشكل أساسي) رادليت                                                             | هيرتفوردشاير       | 1974                | مدرسة داخلية أسبوعية ومدرسة نهارية للتلاميذ/الطلاب الذين تتراوح أعمارهم بين 4 و22 عامًا، والتي افتتحت في نفس العام الذي افتتحت فيه مدرسة سومرست كورت.                                                                          |
| مدرسة روبرت أوجدن  | ثورنسكو بالقرب من روثرهام                                                                                      | يوركشاير           | 1976                | مدرسة داخلية ونهارية أسبوعية وفصلية للتلاميذ/الطلاب الذين تتراوح أعمارهم بين 5 و19 عامًا، والتي افتتحت بعد عامين من افتتاح مدرسة رادليت لودج وسومرست كورت وأصبحت أول مدرسة تابعة لـ NAS في شمال إنجلترا قبل مدرسة تشيرش لوتون. |
| مدرسة سيبيل إلجار  | ساوثهول (بشكل أساسي)، وإيلينج (منذ افتتاح مرافق الإقامة الأسبوعية لأول مرة)، وأكتون (منذ نقل فصول الصف السادس) | ميدلسكس ، غرب لندن | 1965                | مدرسة داخلية أسبوعية ومدرسة نهارية للتلاميذ/الطلاب الذين تتراوح أعمارهم بين 4 و22 عامًا، والتي استغرق بناؤها 3 سنوات بعد تأسيس الأكاديمية الوطنية للعلوم.                                                                      |

وتدير الجمعية الوطنية للتوحد أيضًا خدمات للبالغين المصابين بالتوحد.

### المدارس والمرافق السابقة
كما قامت الجمعية الوطنية للتوحد بإدارة ثلاث مدارس سابقة لم تعد موجودة منذ تغييرات شعارات الجمعية.
| اسم مدرسة ناس      | الموقع(المواقع)                           | مقاطعة                     | سنة الافتتاح الأولى | سنة الإغلاق الأخيرة | ملحوظات |
| ------------------ | ----------------------------------------- | -------------------------- | ------------------- | ------------------- | --- |
| مدرسة أندرسون      | في مكان ما بين باث وبريستول تليها تشيغويل | بريستول الكبرى تليها إسيكس | 2012                | 2020                | مدرسة الاستقلال للتلاميذ / الطلاب الذين تتراوح أعمارهم بين 11 و 19 عامًا والتي افتتحت في الذكرى الخمسين لـ NAS، أصبحت ثاني مدرسة NAS تفتح في West Country بعد مدرسة Broomhayes، وكان لها أطول فترة نقل وأغلقت في بداية جائحة COVID-19 بعد أن تم افتتاحها لمدة 8 سنوات فقط.    |
| مدرسة برومهيز      | غربًا هو! تليها بالقرب من بيدفورد          | ديفون                      | 1985                | 2015                | مدرسة داخلية ونهارية أسبوعية وفصلية للتلاميذ / الطلاب الذين تتراوح أعمارهم بين 11 و 22 عامًا والتي كانت المدرسة الأولى والوحيدة التابعة لـ NAS في West Country قبل مدرسة أندرسون والتي تم إغلاقها لوضع Kingsley House للبيع عندما اقتربت المدرسة من الذكرى الثلاثين لتأسيسها. |
| مدرسة دالدورش هاوس | ماوشلين                                   | أيرشاير                    | 1998                | 2020                | مدرسة تعليمية داخلية ونهارية أسبوعية وفصلية للتلاميذ / الطلاب الذين تتراوح أعمارهم بين 5 و 22 عامًا والتي كانت المدرسة الوحيدة التابعة لـ NAS في اسكتلندا والتي أغلقت في بداية جائحة COVID-19 بعد أن تم فتحها لمدة 22 عامًا.                                                   |

### مدارس Liberty Academy Trust والمرافق السابقة لـ NAS
الأكاديميات التي غادرت الجمعية الوطنية للتوحد بعد 10 سنوات أو أقل، ومنذ الفترة ما بين 2022 و2023 أصبحت الآن تابعة لـ Liberty Academy Trust.
| اسم NAS السابق والآن مدرسة LAT | الموقع(المواقع) | مقاطعة                     | سنة الافتتاح الأولى | ملحوظات                                                                                |
| ------------------------------ | --------------- | -------------------------- | ------------------- | -------------------------------------------------------------------------------------- |
| مدرسة كنيسة لوتون              | كنيسة لوتون     | حدود ستافوردشاير / تشيشاير | 2015                | تم افتتاح مدرسة LAT لأول مرة بواسطة NAS بعد إغلاق مدرسة Broomhayes.                    |
| مدرسة وادي التايمز             | قراءة           | بيركشاير                   | 2013                | تم افتتاح مدرسة LAT لأول مرة من قبل NAS بعد عام من الذكرى الخمسين لتأسيسها.            |
| مدرسة فانغارد                  | لامبث           | جنوب شرق لندن              | 2020                | تم افتتاح مدرسة LAT لأول مرة بواسطة NAS بعد تقديم شعار NAS الجديد اعتبارًا من عام 2018. |

## الجوائز والترشيحات
| سنة  | منظمة                         | فئة                     | المرشحون     | نتيجة | الحكام        |
| ---- | ----------------------------- | ----------------------- | ------------ | ----- | ------------- |
| 2017 | جوائز التنوع في وسائل الإعلام | حملة التسويق لهذا العام | اجعلها تتوقف | رُشِّح   | [ 10 ] [ 11 ] |

## روابط خارجية
- الموقع الرسمي